# Trijntje Keever
Trijntje Cornelisdochter Keever (Edam, 10 of 16 april 1616 – Ter Veen (Veere?), 2 juli 1633), bijgenaamd 'De Groote Meid', was met 2,54 meter of 9 Amsterdamse voet mogelijk de langste vrouw die ooit heeft geleefd. Waarschijnlijk had ze acromegalie.

## Biografie
Trijntje Keever was de dochter van Cornelis Keever en Anna Pouwels. Cornelis was een schipper, Anna zijn dienstmeid met wie hij op 24 mei 1605 trouwde. Om wat geld te verdienen trokken Trijntjes ouders het land door om haar tegen betaling te laten bezichtigen op kermissen.
De eerste vermelding van Keever dateert van 30 juni 1625, toen ze negen jaar oud was en twee meter lang. Een koninklijk gezelschap, bestaande uit de Boheemse koning Frederik V van de Palts, bijgenaamd de Winterkoning, zijn vrouw Elizabeth Stuart en prinses Amalia van Solms, wonend in Den Haag, was nieuwsgierig geworden naar 'een negenjarig meisje dat wonderbaarlijk groot was'.
Keever stierf op zeventienjarige leeftijd aan kanker. Op 7 juli werd 'Trijn Cornelisd. de Groote Meyt' in haar geboortestad Edam begraven in de Grote Kerk. Op haar grafsteen stond: 'Tryntje Crelis groote meidt, oudt 17 jaer'. In het voormalige raadhuis van Edam, thans museum, hangt een levensgroot schilderij van haar, waarschijnlijk postuum geschilderd door een onbekende meester. Ze draagt hierop burgerkleren, heeft aan haar ceintuur links een sleutelbos hangen, rechts een speldenkussen en een schede met mes, vork en lepel. Ook haar schoenen zijn bewaard gebleven en daar te bezichtigen in een vitrine onder het schilderij. De toelichting bij het schilderij vermeldt dat zij waarschijnlijk, om de legende te vergroten, door de schilder mooier is afgebeeld dan ze in werkelijkheid was.